# Archimede Santi
Archimede Santi (Pergola, 6 marzo 1876 – Pergola, 20 aprile 1947) è stato un pittore italiano.

## La formazione
Poco o nulla si sa della sua infanzia e adolescenza, mentre è ben delineata la sua formazione artistica, compiuta tra Marche ed Emilia-Romagna.
Dopo gli studi nella città di origine, si iscrive al Regio Istituto di Belle Arti di Urbino, quindi supera gli esami di abilitazione quale insegnante di disegno al Regio Istituto di Belle Arti di Parma.
Negli anni trascorsi a Bologna segue la "Scuola del Costume e del Nudo" e la "Scuola professionale per le arti decorative", frequentando, in particolare, le lezioni di disegno ornamentale di Achille Casanova.

## L'attività di insegnante e di artista
Nel 1902 inizia l'attività di insegnamento, prima nella sua città natale, poi a Mistretta in Sicilia, fino ad approdare, il primo ottobre del 1910, al Regio Istituto Magistrale di Alessandria.
Nel frattempo si moltiplicano le collaborazioni e le pubblicazioni su importanti riviste dell'epoca, come "L'artista Moderno" e "La Vita Cinematografica" di Torino, "Novissima", "La casa", "Roma: rassegna illustrata" di Roma, "Emporium” di Bergamo, "Alexandria" di Alessandria, "Il Glauco" di Ancona.
Realizza inoltre i disegni per la serie di "Libretti itinerario per l'utilità del viaggiatore", editi dalle Ferrovie dello Stato, in cui l'artista riproduce le bellezze paesaggistiche e architettoniche visibili lungo la linea 6A "Roma – Ancona, con diramazione Foligno – Perugia", la 8A "Brennero – Trento – Verona – Bologna – Ancona – Brindisi – Gallipoli", la 11C "Napoli – Reggio Calabria" e le direttrici interne della Sicilia e della Toscana.
Dal 1926 inizia una proficua collaborazione con Cesare Ratta, editore d'eccezione per l'epoca, vero rinnovatore della tipografia del Novecento. Per circa dieci anni crea opere pubblicate regolarmente nei prestigiosi volumi del Ratta: piccoli capolavori stampati in tiratura numerata e limitata, oggi particolarmente ambiti dai collezionisti.
Nell'estate del 1939 si reca a Vernante, in provincia di Cuneo, arricchendo ulteriormente la sua produzione con disegni ed acquerelli pubblicati nel 1940 in Vernante Valle Vermenagna.
A 66 anni, nel 1942, conclude l'attività di insegnante ad Alessandria. Tornato a Pergola continua la sua opera di pittore, impegnandosi, inoltre, per la conservazione del patrimonio artistico in qualità di Ispettore Onorario ai Monumenti. Muore il 20 aprile 1947.

## Profilo artistico
Il Santi vive in un periodo ritenuto tra i più difficili e contrastati dell'arte (fra le estreme propaggini dell'Art Nouveau e la restaurazione classicista) e della storia italiana (il regime fascista, i drammatici eventi della Prima e della Seconda Guerra Mondiale) ma poco se ne evince dalle sue opere. "Opere – scrive il professor Pietro Scarpellini nella prefazione del volume Archimede Santi 1876-1947 – con un tono del tutto personale e affettivo, e talvolta anche sommessamente lirico, ove si tiene conto delle varie situazioni umane, del mutare delle stagioni, delle ore. Ritratti e schizzi di persone care, impressioni di fenomeni naturali, il mare di Sicilia, mosso, sotto un cielo grigio, il Monte Strega dopo la pioggia, le nubi sul Catria. Sono gli aspetti monumentali delle città … oppure gli scorci più familiari e usuali, i tetti rossi di Pergola visti dalla finestra, le luci del tramonto ai Viticchi, una nevicata a marzo alla tenuta Fornace d'Alessandria [...] Cose viste, testimonianze fedeli, che costituiscono nella loro semplicità, la dimostrazione più evidente, tangibile, del suo amore per la natura e per l'arte."

## La riscoperta
Nell'estate del 2006 nella sua città natale è stata allestita la mostra "Archimede Santi 1876-1947", realizzata con un nucleo consistente di opere dell'artista di proprietà della Banca di Credito Cooperativo di Pergola .